# Мексика
Ме́ксика (ісп. México [ˈmexiko] ( прослухати); Ме́хіко, науатль Mēxihco), офіційно Сполу́чені Шта́ти Ме́ксики (ісп. Estados Unidos Mexicanos [esˈtaðos uˈniðoz mexiˈkanos] ( прослухати); науатль Mēxihcatl Tlacetilīlli Tlahtohcāyōtl) — країна в південній частині Північної Америки. Межує на півночі зі Сполученими Штатами Америки; на півдні й на заході омивається Тихим океаном; на південному сході — з Гватемалою, Белізом і Карибським морем; на сході — омивається Мексиканською затокою. Охоплюючи територію площею 1 972 550 км2, є 13-ю за площею країною у світі, яка має близько 128 649 565 жителів, що робить її 10-ю країною за чисельністю населення світу та найнаселенішою іспаномовною країною. Мексика — федеративна конституційна республіка, яка складається з 31-го штату та одного федерального округу навколо столиці м. Мехіко, яке також є найбільшим мегаполісом країни. Інші основні міські райони включають Гвадалахару, Монтеррей, Пуеблу, Толуку, Тіхуану, Сьюдад-Хуарес та Леон.
Доколумбова Мексика бере свій початок у приблизно 8000 році до н. е. і вважається однією з шести колисок цивілізації. Її територія була домом для багатьох передових мезоамериканських племен, особливо мая та ацтеків. У 1521 році Іспанська імперія завоювала й колонізувала територію зі своєї бази в Мехіко, яка потім стала називатися Новою Іспанією. Католицька церква відіграла важливу роль у християнізації мільйонів корінних жителів. Місцеве населення активно використовувалось для видобутку багатих родовищ дорогоцінного матеріалу, які стали головним джерелом багатства для іспанців. Мексика стала незалежною державою після успішної мексиканської війни за незалежність проти Іспанії у 1821 році.
Неефективна війна за незалежність Техасу 1836 року та мексикансько-американська війна призвели до величезних територіальних втрат на малонаселеній північній Мексиці, розташованій поруч із США. Розпочаті після війни реформи, які надали захист корінному населенню та зменшили владу військових та церкви, були закріплені в Конституції 1857 року. Це спричинило війну за реформи та військове втручання Франції. Максиміліан І Габсбург був призначений Францією на посаду імператора Мексики, а Беніто Хуарес протистояв республіканському урядові у вигнанні. Наступні десятиліття ознаменувалися нестабільністю та диктатурою Порфіріо Діаса, який прагнув модернізувати Мексику та навести порядок. Порфіріат завершився Мексиканською революцією 1910 року і перемогою фракції конституціоналістів, яка розробила нову Конституцію 1917 року. Революційні генерали північної гілки фракції переважали у 1920-х роках і виконували функції президентів, однак вбивство Альваро Обрегона у 1928 році призвело до утворення Інституційної революційної партії у 1929 році, при якій Мексика до 2000 року була однопартійною державою.
Мексика — країна, що розвивається, і займає 76-те місце за індексом людського розвитку, однак низка аналізів вважають її новою індустріальною країною. Країна має 15-ту економіку у світі за номінальним ВВП та 11-ту за величиною ПКС, найбільшим економічним партнером якої є США. Велика економіка, територія, населення та політика роблять Мексику регіональною потугою. Однак Мексика продовжує боротися із соціальною нерівністю, бідністю та масштабною злочинністю; країна займає низьке місце у глобальному індексі миру. Починаючи з 2006 року конфлікт між урядом і синдикатами з торгівлі наркотиками призвів до смерті понад 120 000 осіб.
Мексика займає перше місце в Америці та 7-ме у світі за кількістю об'єктів Всесвітньої спадщини ЮНЕСКО.
Мексика — біорізноманітна країна, яка займає 5-те місце у світі за природним біорізноманіттям. Мексика щороку приймає значну кількість туристів; у 2018 році була 6-та за відвідуваністю країною світу з 39 мільйонами відвідувачів. Мексика є членом Організації Об'єднаних Націй, Світової організації торгівлі, G8 + 5, Великої двадцятки, і торгового блоку Тихоокеанського альянсу.

## Походження назви

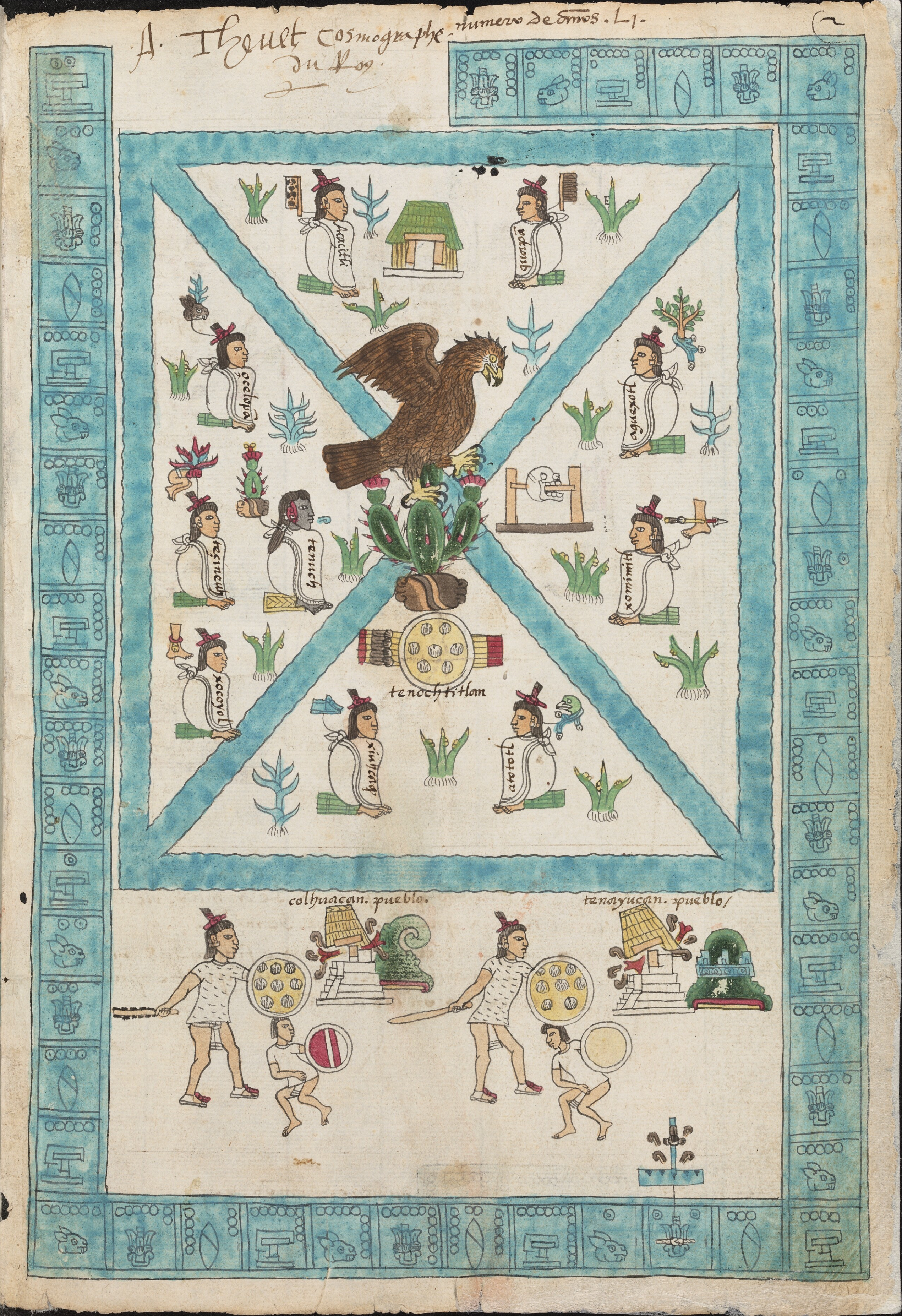
Зображення міфу про заснування Мексики — Теночтітлана з Кодексу Мендоси

Mēxihco (Ме́шико) — термін мови Науатль для серця ацтекської імперії, а саме долини Мехіко та прилеглих територій, населення якої називається Mēxihkah (ісп. Mexica). Терміни чітко пов'язані; як правило, вважається, що топонім для долини став первинним етнонімом для ацтекського союзу, однак могло бути і навпаки. У колоніальну епоху, Мексику називали Новою Іспанією. Після того, як колонія здобула незалежність від Іспанської імперії в 1821 році, ця територія стала називатися штатом Мексика, а нова країна отримала назву її столиці: Мехіко, яке було засновано в 1524 році на місці стародавньої столиці Мексики —Теночтітлан.

## Географія Мексики
Див. також: Географія Мексики, Геологія Мексики, Гідрогеологія Мексики, Сейсмічність Мексики.

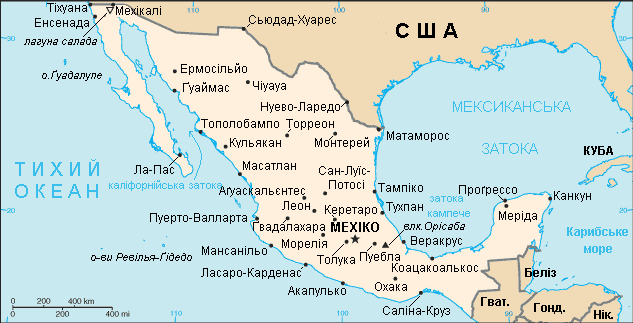
Карта Мексики.

Країна розташована у південно-західній частині Північної Америки і в деяких місцях простягається до Центральної Америки. Юкатанський півострів і суміжні території становлять 12 % території країни і географічно знаходяться у Центральній Америці, хоча геополітично Мексика ніколи не вважалася центральноамериканською країною.
На півночі Мексика межує зі США — (кордон — 3141 км) та з Гватемалою (962 км) і Белізом (250 км) — на південному сході. Омивається водами Тихого океану на заході й Мексиканської затоки, Карибського моря на сході. Загальна територія країни — 1 972 550 км², сюди ж входять 6000 км² острівних територій у Тихому океані, Мексиканській затоці, Карибському морі та Каліфорнійській затоці.
З півночі на південь територію Мексики перетинають два гірські масиви Сьєрра Мадре Орієнталь (Східний) та Сьєрра Мадре Оксіденталь (Західний), які є продовженням Скелястих гір північноамериканського континенту. Зі сходу на захід країну перетинає Транс-Мексиканський Вулканічний Пояс — Сьєрра Невада. Четвертий, південний гірський масив Сьєрра Мадре дель Сюр простягається на сході від штату Мічоакан до штату Оахака. Таким чином, більшість території центральної та північної Мексики знаходиться високо над рівнем моря — найвищі в Транс-Мексиканському Вулканічному Поясі: Орісаба (5700 м), Попокатепетль (5 462 м), Істаксіватль (5462 м) та Невадо-де-Толука (4577 м). У долині між цими плато знаходяться найбільші міста країни — Мехіко, Толука, Пуебла.

### Рельєф країни
Значну частину території Мексики займає Мексиканське нагір'я з береговими низинами, що обрамляють його, на північному заході — гористий півострів Каліфорнія, на півдні — гірська область Чіапас і Південна Сьєра-Мадре та низинний півострів Юкатан на південному сході. Мексиканське нагір'я має переважну висоту 1000—2000 м, складається з численних широких плоских акумулятивних улоговин (больсонів) і окремих, переважно коротких, хребтів. Краї нагір'я підняті й утворюють високі хребти з крутими зовнішніми і пологими внутрішніми схилами: Східна Сьєра-Мадре (висота 4054 м), Західна Сьєра-Мадре (3150 м) і Поперечна Вулканічна Сьєра на півдні з діючими вулканами Орісаба (5700 м), Попокатепетль (5452 м), Колима (3846 м) та іншими.
Півострів Каліфорнію утворюють гірські масиви висотою 800—1000 м (найбільша висота 3078 м). Південна частина країни відділена від Мексиканського нагір'я западиною річки Бальсас, на південь від якої лежить гірський район Південної Сьєри-Мадре, що складається з хребтів висотою 3000 м. На Теуантепекському перешийку гори знижуються до 300 м, берегова низовина Мексиканської затоки розширюється і далі на схід займає майже увесь півострів Юкатан. Продовженням гірських підвищень на півдні є вулканічний масив Чіапас і хребет Південна Сьєрра-Мадре (3703 м).

### Клімат країни
Клімат більшої частини Мексики тропічний, на півночі — субтропічний, дуже мінливий залежно від характеру рельєфу. Зі сходу та заходу на територію Мексики проникають вологі тропічні повітряні маси, що рясно зрошують навітряні схили гір. Північно-західна територія країни незахищена від вітрів, що дмуть з центральних частин Північної Америки, і має сухий континентальний клімат.
Середня температура січня коливається від 10 °C на північному заході до 25 °C на півдні. У зв'язку з проникненням холодного повітря на півночі Мексиканського нагір'я трапляються морози до −20 °C. Середня температура липня від 15 °C у піднесених рівнинних частинах нагір'я до 30 °C на березі Каліфорнійської затоки. Річна кількість опадів коливається від 100—200 мм на півночі та на навітряних схилах гір півдня до 2000—3000 мм на південних схилах.

### Ґрунти
На північному заході переважають сіроземи і примітивні пустельні ґрунти, у більшій частині гірських районів — гірські сіро-коричневі, коричневі, червоні ґрунти саван й гірсько-лісові бурі, на низинах — сіро-коричневі, червоно-коричневі, червоні ґрунти саван і болотні.

### Внутрішні води
Річкова мережа на південному сході густа, на північному заході дуже рідка. У деяких внутрішніх частинах посушливого Мексиканського нагір'я, а також на складеному вапняками півострові Юкатан поверхневий стік відсутній. На південному сході річки короткі, швидкоплинні, значно насичені водою, особливо влітку, і мають великі запаси енергії. Річки північного заходу довші, але маловодні, більшість із них внаслідок сухості клімату втрачають кількість води у нижній течії і використовується для зрошення. Їхній режим залежить від нерегулярного випадання опадів.
Найбільші річки: прикордонна зі США Ріо-Гранде (Ріо-Браво-дель-Норте) з притоками Кончос і Лерма, у нижній течії (після виходу з озера Чапала) називається Ріо-Гранде-де-Сантьяго, Бальсас, річкова система Гріхальва — Усумасінта.
Найбільше озеро — Чапала.

### Флора і фауна країни

#### Рослинність
Рослинність різноманітна і досить багата на види (близько 12 тис. видів вищих рослин, з них дві третини — ендемічних). У північній (більшій) частині Мексиканського нагір'я переважають напівпустелі і пустелі зі своєрідною ксерофільною флорою, а також мімозовими чагарниками. Рослинність південної частини нагір'я й берегових низовин, що обрамляють його, головним чином саванна, що складається із злакового покриву і заростей колючих чагарників. У горах, що облямовують нагір'я, переважають листяні і змішані ліси (дуб, граб, липа, сосна, ялиця й інші). У південній і південно-східній частині Мексики ростуть переважно тропічні ліси, на східних схилах — вологі вічнозелені, на західних — сухі, переважно хвойні, біля підніжжя гір — листяні.

#### Тваринний світ
Тваринний світ Мексики належить до двох фаун: неарктичної — на північному заході та на Мексиканському нагір'ї і неотропічної — на півдні та у низовинах південніше тропіків. У напівпустелях і пустелях найхарактерніші гризуни — землерийки, койоти; у гірських лісах Мексиканського нагір'я — чорний ведмідь, єнот-полоскун, червона рись, пума; у саванах — олені, мурахоїди, голкошерсти; у тропічних лісах півдня — 2 види мавп, тапір, ягуар.

## Історія Мексики
Історія Мексики триває близько 3000 років. На території сучасної Мексики до прибуття європейців мешкало декілька цивілізацій. Найбільш розвинуті серед них були ольмеки, мая й ацтеки. Імперія ацтеків була останньою високорозвиненою цивілізацією перед прибуттям іспанців у 1518 році. У 1521 році Ернан Кортес підкорив імперію ацтеків і започаткував нову колоніальну добу в історії Мексики. 

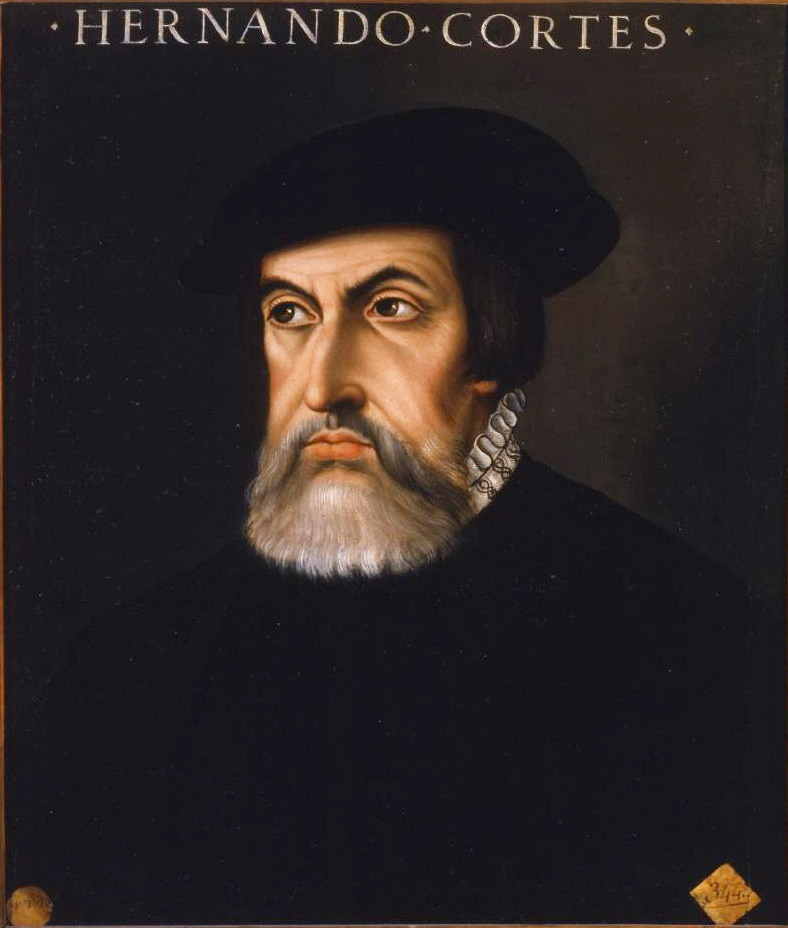
Ернан Фернандо Кортес — завойовник Мексики.

Прибуття іспанців призвело до зруйнування ацтекської імперії не останнім чином через епідемії коколізлі, які призвели до загибелі упродовж XVI століття 22—25 млн ацтеків.
Зруйнувавши цивілізацію ацтеків, іспанці назвали цю територію Нова Іспанія. Колоніальний період Мексики тривав до 1810 року, коли 16 вересня того ж року Мігель Ідальго проголосив незалежність Мексики від Іспанії. Фактично незалежність була досягнута після тривалої війни в 1821 році, коли була проголошена Перша Мексиканська Імперія. На чолі держави став імператор Агустин де Ітурбіде.
У 1824 році Мексика стає республікою, і її першим президентом обрали Гуадалупе Вікторія. Мексиканська республіка мала досить слабку центральну владу, і цим користалися різні диктатори, такі як Санта Анна. Санта Анна став диктатором країни і скасував попередню конституцію республіки у 1835 р. Це призвело до загострення напруженості з американськими поселенцями в Техасі і до пізнішого проголошення незалежності Техасом в 1836 році та його анексії США в 1841 р. Це, своєю чергою, призвело до загострення напруженості зі Сполученими Штатами і до Мексикансько-Американської війни, у результаті якої Мексика зазнала нищівної поразки і втратила третину своєї території.
Невдоволення політикою Санта Анни призвело до революції, його усунення і подальшої трирічної війни між лібералами і консерваторами. 5 лютого 1857 р. Беніто Хуарес став першим президентом Мексики індіанського походження. У 1860 році Франція оголосила війну Мексиці і висадила війська на територію країни в намаганні встановити на троні Другої Мексиканської Імперії австрійського герцога Фердинанда Максіміліана. Французи зазнали поразки і республіка на чолі з Беніто Хуаресом була відновлена в 1867 році.
Роки президентства Порфіріо Діаса (1876—1910) стали добою нечуваного економічного росту і стабільності. Однак його сваволя, беззаконня, конфіскації та жорстокі методи придушення опозиції призвели до Мексиканської революції 1910 року. На чолі революції став Франсіско Мадеро, а після його вбивства в 1913 році спалахнула громадянська війна, у якій відзначилися такі національні герої, як Франсіско Панчо Вілья та Еміліано Сапата. Тільки прийняття конституції країни в 1917 р. дещо вгамувало революційні настрої. Президентство наступних трьох президентів супроводжувалося насильством і вбивством двох із них. Деякої стабільності вдалося досягти лише під час президентства Плутарко Еліас Кайєс, який у 1929 році заснував Національну Революційну Партію. Ця партія пізніше змінила свою назву на Інституційно-Революційну Партію (ІРП) і протрималася у владі аж до 2000 року.
Впродовж наступних сорока років і навіть під час Великої Депресії економіка Мексики продовжувала рости нечуваними темпами. Під час президентства Лазаро Карденаса обраного перший раз на шестирічний термін, були запроваджені певні популярні серед населення реформи: була роздана земля бідним селянам і націоналізована залізниця та нафтова промисловість. Період стрімкого економічного росту продовжувався й після Другої Світової Війни.
У середині 60-х років уряд очолюваний ІРП вдався до жорстокого придушення виступів громадськості за розширення громадянських прав і свобод. Під час так званої «різанини в Тлателолко» в 1968 р. правоохоронними органами було вбито 250 протестантів. У той самий час уряд відновив полеміку в країні щодо реприватизації і більшої відкритості мексиканської економіки. Період економічного росту змінився на період невпевненості і політичного невдоволення. У 1970-х та 1980-х роках у країні відбулася девальвація національної грошової одиниці — песо й стрімко зросла інфляція, яка призвели до дефолту зовнішніх боргів країни в 1982 р. Тяжке економічне становище позначилося на позиціях правлячої Інституційно-Революційної Партії, яка спочатку в 1997 р. втратила більшість у Конгресі країни, а потім втратила владу в результаті президентських виборів 2000 року. Уперше за 71 рік кандидат від опозиційної Партії Національної Дії (ПНД) Вісенте Фокс став президентом.
На президентських виборах 2006 р. обидва кандидати від Партії Національної Дії та Партії Демократичної Революції набрали приблизно однакову кількість голосів, проте переможцем було визнано Феліпа Кальдерона від ПНД. Це рішення викликало невдоволення багатьох представників лівих сил й призвело до маніфестацій та акцій протесту. Попри це, рішенням виборчого трибуналу 6 вересня 2006 р., Феліпе Кальдерон був проголошений президентом країни.

## Державний устрій Мексики

### Державний устрій
Федеративна демократична республіка

### Державна мова
Іспанська.

### Членство у міжнародних організаціях
ООН, МВФ, Організація Американських Держав (ОАД, 1948 р.), СОТ, МБРР, ЄБРР (єдина країна Латинської Америки — засновник), РЄ (спостерігач), ЮНЕСКО, ЮНІДО, ІКАО, ЕКОСОР, МФЧХ, ОЕСР, АТЕС, Всесвітня туристична організація, PARLATINO (організація Латиноамериканський парламент, 1964 р.), OPANAL (Організація із заборони ядерної зброї у Латинській Америці, Договір Тлателолко, 1967 р.), SELA (Латиноамериканська економічна система, 1975 р.), ALADI (Латиноамериканська асоціація інтеграції, 1981 р.), Американське інтербачення (1992 р.)

### Президент
Голова держави — президент, який обирається загальним прямим голосуванням строком на 6 років. Президент приступає до виконання обов'язків 1 грудня в рік його обрання. Відповідно до конституції президент не може бути знову обраний на цю посаду. Якщо президент тимчасово не може виконувати свої обов'язки, Національний конгрес (а якщо він не засідає — Постійна комісія) призначає тимчасово виконуючого обов'язки президента. Нинішній президент Мексиканських Сполучених Штатів — Андрес Мануель Лопес Обрадор з 1 грудня 2018 року.

### Національний конгрес (парламент)
Законодавча влада здійснюється Національним конгресом, який складається з двох палат: палати депутатів і сенату (Senado). Сенат обирається загальним прямим голосуванням строком на 6 років за системою пропорційного представництва.
Склад сенату поновлюється на одну четверту кожні три роки (нинішній поновлено на одну четверту 5 липня 2009 р.). Голова сенату — Карлос Наваретте Руіс (Carlos Navarrete Ruiz). Палата депутатів обирається загальним прямим голосуванням строком на З роки за системою пропорційного представництва. Обрана 5 липня 2009 р. Голова — Франсіско Ксав'єр Рамірес Акунья (Francisco Javier Ramirez Acuna). Члени обох палат не можуть переобиратися безпосередньо на наступний строк. Щодо законодавства палати рівноправні: для затвердження законопроєкту потрібна згода обох. Президент має право накласти вето на законопроєкт, прийнятий Національним конгресом; вето може бути подолане двома третинами голосів Національного конгресу. У перервах між сесіями Національного конгресу діє Постійна комісія у складі 29 членів, з яких 15 є депутатами і 14 — сенаторами, які призначаються відповідними палатами на останньому засіданні сесії перед розпуском.

### Уряд
Виконавча влада здійснюється президентом. Президент формує уряд, який відповідальний перед ним. Нинішній уряд сформовано 1 грудня 2006 р. Останні зміни проведені 8 вересня 2009 р.

### Самоуправління штатів
Штати мають свої конституції, законодавчі збори і губернаторів. Губернатори штатів обираються прямим голосуванням строком на 6 років і не можуть бути переобраними. Голова столичного федерального округу починаючи з 1997 року також обирається прямим голосуванням населення (до того часу призначався президентом).

### Політичні партії країни
Інституційно-революційна партія — ІРП (Partido Revolucionario Institucional — PRI). Заснована в березні 1929 р. До 1938 р. називалася Національно-революційна партія, а потім до 1946 р. — Партія Мексиканської революції. Налічує 14 млн членів. З 1946 р. — Інституційно-революційна партія. Налічує понад 10 млн. Голова Національного виконавчого комітету — Беатріс Паредес Ранхель(Beatriz Paredez Rangel -жін.). Генеральний секретар Національного виконавчого комітету — Хесус Мурильйо Карам (Jesus Murillo Karam). Друкований орган — журнал «Републіка» (La Republica).
Карденістський фронт за національне оновлення — КФНО (Partido del Frente Cardenista de Reconstruccion Nacional — PFCRN). Партія. Заснована в 1972 р. політичними діячами, які вийшли з Соціалістичної партії трудящих. Налічує 132 тис. членів. Голова — Рафаель Агілар Таламантес (Rafael Aguilar Talamantes). Генеральний секретар — Грако Рамірес Абреу (Graco Ramirez Abreu).
Мексиканська екологічна зелена партія — МЕЗП (Partido Verde Ecologista de Mexico — PVEM). Створена в 1987 р. Голова — Хорхе Еміліо Гонсалес(Jorge Emilio Gonzalez).
Партія демократичної революції — ПДР (Partido de la Revolucion Democratica — PRD). Створена у травні 1989 р. у результаті об'єднання з Мексиканською соціалістичною партією, що саморозпустилася, та іншими лівими організаціями. Входить до Соціалістичного інтернаціоналу (з вересня 1996 р.) Голова ПДР — Кота Монтаньо (Cota Montano).
Партія національної дії — ПНД (Partido de Accion Nacional — PAN). Заснована в 19З9 р. Налічує 150 тис. членів. Голова Національного виконкому — Сесар Нава Васкес(Cesar Nava Vazguez). Генеральний секретар — Хосе Гонсалес Морфін (Jose Gonzalez Morfin). Друкований орган — журнал «Насьйон» (La Nacion).

### Зовнішня політика країни
Мексика є членом ООН і багатьох її агентств (наприклад, ФАО), а також Міжнародної організації праці. Вона також належить до ОАД (Організації американських держав), а також до багатьох регіональних організацій. Як член Групи Ріо вона бере участь у вирішенні локальних конфліктів у Центральній Америці з 1980-х років.

### Збройні сили країни
За даними журналу «Зарубежное военное обозрение» (№ 1, 2002 рік), військовий бюджет Мексиканських Сполучених Штатів у 2000 році становив 3 млрд дол. США.
Країна має регулярні збройні сили чисельністю 192,8 тис. осіб і резерв 300 тис. осіб. Воєнізовані формування: територіальна воєнізована міліція — 14 тис. осіб.
Збройні сили комплектуються за призовом. Термін служби 12 місяців. Мобілізаційні ресурси країни оцінюються у 25,5 млн осіб, у тому числі придатних до військової служби 18,6 млн осіб.
Збройні сили Мексики складаються з трьох видів: сухопутних військ, військово-повітряних та військово-морських сил.

### Прапор, герб та гімн країни
Державне свято: 16 вересня — День проголошення Незалежності (1810 р.)
Державний прапор — прямокутне полотнище (2:3), що складається з трьох рівновеликих вертикальних смуг зеленого, білого і червоного кольору. Посередині білої смуги розміщується державний герб країни. Зелений колір на прапорі означає надію, а також багатство хороших ґрунтів Мексики. Білий символізує чистоту, мир і релігію, а червоний — кров, що була пролита за незалежність країни, а також єдність.
Державний герб — На ньому зображений орел, який, сидячи на кактусі, шматує змію. Герб обрамлений двома зеленими гілками — дубовою — символ республіки, і лавровою — символ безсмертя героїв.
Державний гімн

## Адміністративний поділ Мексики
Повна, офіційна назва країни — Сполучені Штати Мексики. Країна розділена на 32 адміністративних регіони — 31 штат і федеральний округ, у якому розташована столиця, Мехіко.

## Економіка Мексики

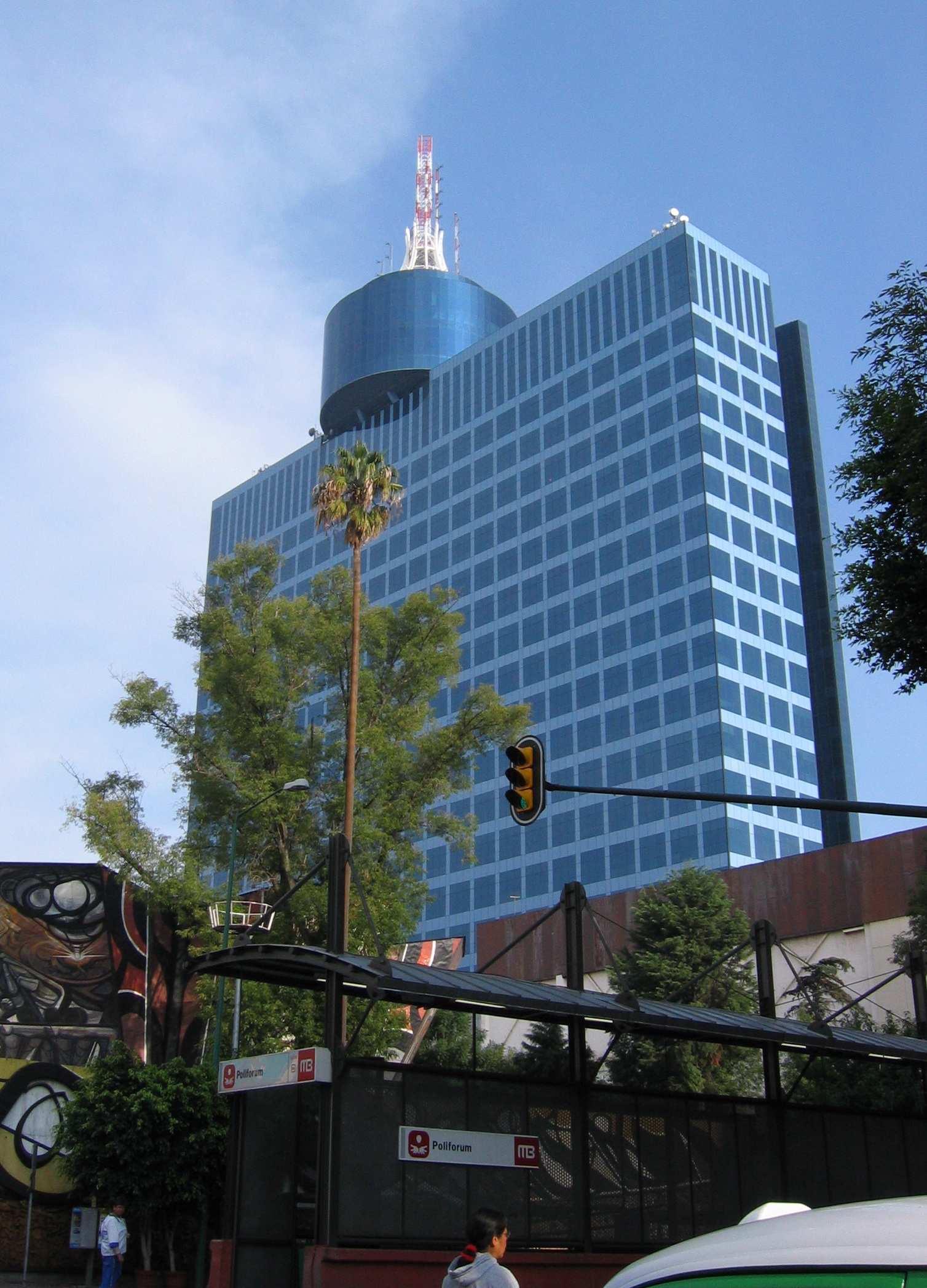
Центр міжнародної торгівлі у Мехіко

Див. Економіка Мексики
Мексика — індустріально-аграрна країна. Основні галузі економіки: харчова, тютюнова, хімічна, сталеплавильна, нафтова, гірнича, текстильна та легка промисловість, моторобудівна, туризм.
Паливно-енергетичний баланс Мексики характеризується переважанням нафти і газу. Транспорт: залізничний, автомобільний. морський. Близько 60 % зовнішнього вантажообігу здійснює морський транспорт. Найважливіші морські порти: Гуаймас, Коацакоалькос, Саліна-Крус, Тампіко, Веракрус, Акапулько, Прогресо, Масатлан, Мансанільйо, Енсенада, Ла-Пас і Санта-Росалія. Дві головні авіакомпанії — «Аеромехіко» і «Мексикана» — мають у своєму розпорядженні велику мережу авіаліній всередині країни і здійснюють польоти в США, країни Латинської Америки і аеропорти Європи. 32 міжнародних і 30 внутрішніх аеропортів обслуговують також інші численні міжнародні й місцеві авіакомпанії.
За даними [Index of Economic Freedom, The Heritage Foundation, U.S.A. 2001]:
- ВВП — 427,4 млрд $.
- Темп зростання ВВП — 4,8 %.
- ВВП на душу населення — 4459 $.
- Прямі закордонні інвестиції — 5,8 млрд $.
- Імпорт — 136,8 млрд $ (переважно США — 74,8 %, також Японія, Німеччина, Франція).
- Експорт — 125 млрд $ (переважно США — 82 %, також Канада, Японія, Іспанія).

Див. також: Корисні копалини Мексики, Історія освоєння мінеральних ресурсів Мексики, Гірнича промисловість Мексики.

### Нафтовидобувна і газова промисловість
Мексика має високо розвинуті нафтовидобувну і газову промисловість. Коли на початку XX століття почався комерційний видобуток нафти, вона почала відігравати важливу роль в економіці Мексики та зовнішньоекономічних зв'язках країни. Перші нафтові родовища розташовувалися, в основному, між Веракрусом і Тампіко, але у 1970-х і 1980-х роках були відкриті нові нафтові родовища в Табаско, у морі поблизу узбережжя Кампечі і в Чіапасі.

### Енергетика країни
Однією з найрозвиненіших галузей мексиканської промисловості є електроенергетика. Виробництво, передача та розподіл електроенергії перебувають у руках держави. Виробнича потужність оцінюється в 40 тис. МВт. Більшість електростанцій Мексики — теплові, загальною потужністю 20468 МВт. На них виробляється основна частина електроенергії — 65 %, на ГЕС — 15 %, атомних електростанціях — 6,2 %, на геотермальних — 3,3 %. Довжина ліній електропередач — 588 тис. км.

### Сільське господарство країни
До найважливіших сільськогосподарських культур відносяться кукурудза, пшениця, рис, ячмінь, сорго. До інших важливих експортних культур — фрукти і овочі, особливо помідори, апельсини, манго й банани, кава.
Розведення великої рогатої худоби у Мексиці зосереджене в північно-центральному регіоні, який експортує велику кількість рогатої худоби у США. Яловичина і молочні продукти для урбанізованих районів здебільшого надходять із приморського району Мексиканської затоки, де розводять велику зебу. Велике значення у тваринництві країни мають також коні, мули, осли, вівці, кози й свині. Обсяги випуску продукції тваринництва відповідають внутрішнім потребам країни в яловичині, свинині, свіжому молоці, м'ясі птахів і яйцях, але сухе молоко імпортується.
Сільське господарство, лісове господарство і рибальство становлять до 10 % всієї мексиканської економіки. У Мексиці переважають дрібні фермерські господарства, і зрошування залишається однією з серйозних проблем.

### Транспорт
Відсутність зручного транспортного зв'язку, що обумовлювалося особливостями рельєфу країни, тривалий час гальмувала її економічний розвиток. Нові види транспортних систем і зв'язку зв'язали спочатку Мехіко з кількома найважливішими економічними центрами, такими як кордон США і порт Веракрус. Мехіко й досі є вузлом усіх транспортних мереж і систем зв'язку, які охоплюють найвіддаленіші райони країни.
Довжина залізниць Мексики станом на 1996 рік становила 18 тис. км, автошляхів — 324 тис. км, з яких 96 тис. км із твердим покриттям. Шосе від міста Сьюдад-Хуарес (на кордоні зі США) до міста Сьюдад-Куаутемок (на кордоні з Гватемалою) є головною магістраллю країни. Інші важливі автошляхи йдуть із Мехіко в Тіхуану, Акапулько, Веракрус і Меріду.
У Мексиці існує дві головні авіакомпанії — «Аеромехіко» і «Мехсикана», що мають розгалужену мережу авіаліній усередині країни. Вони здійснюють польоти у США, інші країни Латинської Америки, а також в аеропорти Європи. 32 міжнародних і 30 внутрішніх аеропортів також обслуговують інші численні міжнародні й місцеві авіакомпанії.
Морські перевезення традиційно зосереджені у портах Веракрус і Акапулько. Крім того, великі порти є в Тампіко, Коацакоалькосі, Прогресо, Саліна-Крус, Масатлані, Мансанільйо, Гуаймасі, Енсенаді, Ла-Пас та Санта-Росалія.

## Екологія
Мексика входить до десятки країн світу, які є найбільшими емітентами метану. У другій половині 2021 року, на кліматичний саміт у Глазго, країна підписала декларацію про скороченя викидів метану. Відповідно до якої до 2030 року, країна зобов'язана зменшити викиди метану на 30 %.

## Демографія Мексики
Кількість населення:
- 1990 — 88,335 млн.
- Оцінка на липень 2001 року — 101,879 млн осіб
- 2010 — 112 322 757 осіб, з них 57 464 459 жінок та 54 858 298 чоловіків (за даними INEGI — Instituto Nacional de Estadística y Geografía[26]).
- Метиси 60 %, індіанці 30 %, нащадки іспанців 10 %, 50 % молодші 20 років.
- Мови: іспанська (державна) 92 %, науатль, мая, міштек
- Католицизм (94,7 % населення)

### Етнічний склад
Мексика, як і будь-яка країна американського континенту, багатонаціональна держава: 60 % населення складають іспано-індіанські метиси, 29 % — індіанці різних племен, 10 % — нащадки європейців і 1 % — інші нечисленні народності.
За приблизними оцінками, протягом трьох століть колоніального правління у Мексику мігрувало 300 тис. іспанців. Вони укладали шлюби з індіанцями, і сьогодні метиси переважають у складі населення Мексики. Більшість чорношкірих (близько 200 тис.), завезених у колоніальний період для роботи на шахтах і плантаціях, була асимільована місцевим населенням.
Після досягнення незалежності великомасштабної імміграції у Мексику не спостерігалося. Однак можна виділити два періоди — під час правління Діаса, коли у країну прибуло близько 11 тис. італійських іммігрантів, і безпосередньо після громадянської війни в Іспанії (1936—1939 роки), коли у Мексику в пошуках політичного притулку приїхало близько 25 тис. біженців. Невелика кількість китайців, японців, німців, англійців, французів й інших європейців також іммігрували в Мексику. З середини XX століття найбільші міграції населення відбувалися між Мексикою і США.

### Мови
Офіційною мовою країни є іспанська. Мексика — найбільша іспаномовна країна світу. Іспаномовного населення тут майже у два рази більше, ніж у самій Іспанії. Майже один мільйон індіанців розмовляють більш як 50 мовами і діалектами. До мов індіанців, відносяться науатль (мова ацтеків, різні діалекти якої представляють найбільший лінгвістичний масив), мая та інші.

### Релігії
З часів обертання у християнство іспанськими конкістадорами переважна більшість мексиканців сповідає християнство. 89 % віруючих мексиканців — католики, 6 % — протестанти, 5 % — прихильники інших релігій. У глибині країни серед місцевих індіанських племен досі широко поширене язичництво.

## Суспільство Мексики

### Національні свята
- 1 січня — Новий рік
- Лютий чи березень — Карнавал
- Березень чи квітень — Страсний тиждень
- 16 вересня — День незалежності, проводиться військовий парад, а також влаштовуються карнавальні ходи і феєрверки
- 23 вересня — щороку святкується «Кінець літа»
- 1 листопада — День усіх святих
- 2 листопада — День пам'яті померлих
- 20 листопада — Річниця революції
- 12 грудня — День Богоматері Гваделупської
- 25 грудня — Різдво

На різні свята у Мексиці для дітей підвішують на дереві іграшку з пап'є-маше наповнену солодощами — піньяту, яку потрібно розбити із зав'язаними очима.

### Освіта країни
У Мексиці введена світська освіта, що не є перешкодою для діяльності приватних релігійних шкіл. Незважаючи на законодавче закріплення безкоштовної обов'язкової початкової освіти, 9 % підлітків від 6 до 17 років не мають можливості відвідувати школу внаслідок матеріальних ускладнень.
За даними на 1995 рік у Мексиканському національному автономному університеті (заснований у 1553 р.) навчалося 330 тис. студентів. Крім нього, у країні функціонує ще півсотні університетів. Одним із найкращих вважається Технологічний інститут у Монтерреї.
Мексиканський уряд проводить політику залучення індіанців у сферу сучасної цивілізації. З цією метою в індіанських поселеннях створюються культурні місії, де трудяться фахівці різного профілю — наприклад, медсестра, учитель, тесля, агроном, працівник соціальної сфери. Вони відвідують сусідні райони, вивчають індіанські звичаї, передають свої знання індіанцям, але таким чином, аби не підірвати основ їхньої самобутньої культури. Ця програма виявилася настільки ефективною, що під егідою ЮНЕСКО на озері Пацкуаро було створено Центр фундаментальної підготовки вчителів для інших країн Латинської Америки з високим відсотком індіанського населення.

## Культура Мексики

### Архітектура країни

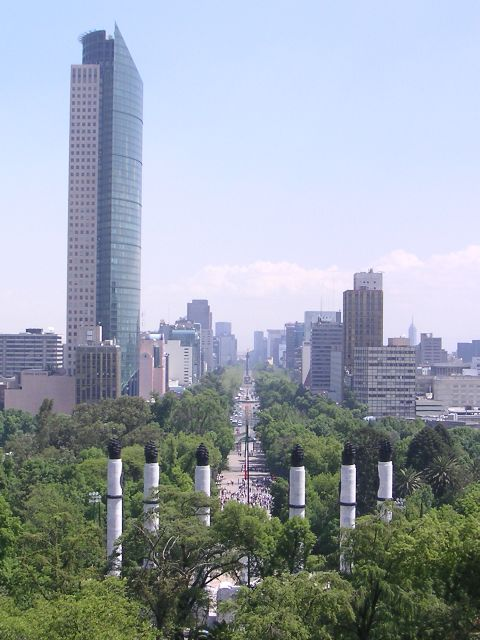
Мехіко. Бульвар Реформи та парк Чапультепек

У колоніальний період найбільш високого розвитку досягла мексиканська архітектура. Під керівництвом іспанських зодчих, переважно священнослужителів, індіанці звели безліч культових і світських будівель у ренесансному і барочному стилях, які у ту епоху переважали в Іспанії. Святковий вигляд куполам і фасадам додавав кахельний декор. Стіни храмів прикрашалися масштабними фресками.
Протягом XIX ст. у розвитку мексиканського мистецтва не спостерігалося значних зсувів. На Всесвітній паризькій виставці 1889 р. Мексика вибудувала свій павільйон у мавританському стилі, характерному для Іспанії XIV ст. У 1909 р., напередодні падіння диктатури Порфіріо Діаса, у Мексику повернулися художник Дієго Рівера (1886—1957) і теоретик мистецтва Доктор Атль (псевдонім Херардо Мурільо, 1875—1964). До того часу у національному образотворчому мистецтві відзначилися дві великі фігури: автор гравюр Хосе Гуадалупе Посада (1851—1913) і живописець Франсісько Гойтія (1884—1960).
На початку 1920-х років міністр освіти Хосе Васьконселос (1881—1958) замовив ряду молодих художників масштабні розписи на стінах деяких громадських будівель. Ці художники, прозвані муралістами (від ісп. mura — настінний розпис) — Дієго Рівера, Хосе Клементе Ороско (1883—1949), Давид Альфаро Сікейрос (1896—1974), Руфіно Тамайо (1899—1991), Хесус Герреро Гальван (1910—1973), Мігель Коваррубіас (1904—1957) — намагалися поєднувати сучасну пластику з тематикою та естетикою доколумбових мексиканських культур. Колосальні за розмірами фрески і мозаїки муралістів являють собою не стільки розпис на стінах, скільки стіни-картини, що створюють справді архітектурний простір. Мексиканський муралізм значно вплинув на мистецтво всієї Латинської Америки, особливо країн Андського регіону. Настінні розписи досі залишаються найпрестижнішим жанром мексиканського живопису. З сучасних художників найбільшої популярності досяг Луїс Гуевас.
Характерна риса сучасної мексиканської архітектури — синтез новітніх тенденцій із традиціями індіанської архітектури і гармонійне поєднання сталі, бетону, скла з настінними розписами і мозаїчними панно. Яскравий зразок цієї архітектури являє Університетське містечко, відкрите у 1954 р., де розміщується Мексиканський національний автономний університет. Олімпійські ігри 1968 р., проведені у Мехіко, послужили стимулом для зведення ряду прекрасних сучасних будівель і реставрації шедеврів колоніальної архітектури.

### Музична культура країни
Мексиканські індіанці мали досить розвинену музичну культуру. У своїй книзі Індіанська монархія (Monarquia Indiana) іспанський хроніст і місіонер Хуан де Торкемада дає живий опис пронизливої і ритмічної музики ацтеків. Вокальна й інструментальна музика ацтеків будувалася на пентатонних звукорядах (приблизно відповідають чорним клавішам фортепіано) і не знала півтонів. Музичний інструментарій ацтеків включав різного типу барабани, брязкальця з висушених плодів, скребки, дзвоники, флейти і морські раковини з просвердленими у них отворами, які видавали звуки на зразок тромбона. Струнних інструментів індіанці не знали. Іспанці навчили індіанців діатонічному звукоряду, контрапункту і грі на струнних.
Народна креольська музика Мексики відрізняється багатством і різноманітністю. З жанрів мексиканського пісенного фольклору найбільшу популярність придбав корридо, різновид народної балади. Цей пісенний жанр розвинувся на основі іспанського романсу XV—XVI ст., але знайшов глибоко своєрідну тематику і стилістику. Він будується з чотиривіршів із точною римою (на відміну від асонансних рим іспанського романсу), виконується під акомпанемент гітари з повторенням мелодійних фраз кожного куплета. Класикою жанру став значний підрозділ корридо мексиканської революції, що склався у 1910—1920-ті роки.

### Кінематограф і драматичний театр
Мексика займає лідируюче положення у латиноамериканському кінематографі. На початку 1980-х років у країні щорічно створювалося близько сотні повнометражних фільмів, які потім розповсюджувалися по усьому іспаномовному світу. Міжнародні премії в області кінематографа отримали режисери Еміліо Фернандес на прізвисько «Індіанець» і брати Родрігеси, оператор Габрієль Фігероа, а також іспанський режисер Луїс Бунюель, який у 1947 р. приїхав у Мексику і створив декілька фільмів, що отримали всесвітню популярність. Мексиканець Маріо Морено, один із найпопулярніших латиноамериканських акторів, своєю пантомімою і акторською манерою нагадує Чарлі Чапліна.
У мексиканських селищах і провінційних містечках досі існує народний театр під назвою «карп» (букв. «намет». Це різновид пересувного шапіто, де трупа бродячих комедіантів показує водевілі. У 1956 р. у Національному інституті витончених мистецтв було створено Департамент народного театру, що готував акторів і режисерів для «карпи». З професійних мексиканських театрів найбільші — столичні театри «Хіменес Руеда», «Ідальго», «Хола», «Реформа», «Інсурхентес», Театр для дітей і ляльковий «Гіньоль».
Основоположником сучасної мексиканської драматургії став Родольфо Усиглі, який створив наприкінці 1920-х років експериментальний театр. У 1940-ві — 1960-ті роки він написав ряд сатиричних, історичних і психологічних драм, які з великим успіхом йшли на сценах Латинської Америки. Нові принципи театральної естетики розробляли драматурги Хавьєр Вільяуррутія, Селестіно Горостіса, Маурісіо Магдалено, Сальвадор Ново і сучасні драматурги Еміліо Карбальідо, Луїс Басурто, Елена Гарро, Вільберто Округ і Карлос Солорсано.

## Спорт Мексики
Найбільш популярними видами спорту є бейсбол, футбол, кінні перегони, бій биків, хай алай (баскська національна гра у м'яч, що нагадує гандбол), теніс, баскетбол, волейбол, гольф і плавання. У Мехіко побудовано дві арени для боїв биків, одна з них — найбільша у світі. Національний стадіон вміщує 80 тис. глядачів, новий Олімпійський стадіон в Університетському містечку — 100 тис. глядачів.

## Туризм та відпочинок Мексики
Туризм у Мексиці є важливою галуззю економічної діяльності для країни, за масштабами одними з найбільших у світі. Мексика входить у десятку найбільш відвідуваних країн у світі з 21,5 млн відвідувачів у 2009 році і найбільш відвідуваною іноземними туристами країною в Латинській Америці.
Доходи від іноземних туристів досягли 11,270 млн доларів США в 2009 році; Мексика охопила 15,25 % міжнародного туристичного ринку Америки, 2-ге місце на континенті після США. У 2005 році туризм забезпечив 5,7 % національного доходу від експорту товарів і послуг, на туризм припадає 14,2 % робочих місць у мексиканській економіці. Це 4-те за обсягом джерело валютних надходжень для країни.
Основні визначні пам'ятки Мексики — руїни стародавньої мезоамериканської культури, колоніальних міст і курортів. Помірний клімат країни з культурно-історичною спадщиною — злиттям європейської (зокрема, іспанської) і мезоамериканської культури — також зробили Мексику привабливим світовим туристичним центром. Переважна більшість іноземних туристів, які відвідують Мексику, прибувають зі США та Канади. Наступна за величиною група туристів — з Європи та Азії. Невелика кількість туристів також приїжджають із країн Латинської Америки.

## Відносини України й Мексики
Мексиканські Сполучені Штати визнали незалежність України 25 грудня 1991 року. Дипломатичні відносини між двома країнами встановлені 14 січня 1992 року. Посол Мексиканських Сполучених Штатів у Республіці Польща Франсіско Хосе Крус Гонсалес є послом Мексики в Україні за сумісництвом.
З березня 1999 року у м. Мехіко функціонує Посольство України у Мексиканських Сполучених Штатах.
24—26 вересня 1997 року Мексиканські Сполучені Штати з офіційним візитом відвідав Президент України Леонід Кучма. Візит надав необхідного динамізму процесу становлення та розвитку українсько-мексиканських відносин, були закладені підвалини договірно-правової бази двосторонніх відносин.
У січні-лютому 2002 р. відбувся обмін особистими посланнями Президента України Л. Д. Кучми та Президента Мексики В. Фокса, а також міністра закордонних справ України А. М. Зленка та міністра закордонних справ Мексики Х. Кастаньєди з нагоди 10-річчя встановлення дипвідносин між Україною та Мексикою.
У березні 2002 р. відбулася поїздка робочої делегації експертів України до Мексики, під час якого була парафована двостороння Угода про торговельно-економічне співробітництво.
Також у березні 2002 р. Мексику відвідала офіційна делегація України на чолі з Державним секретарем Мінекономіки та за питань європейської інтеграції В. Л. Першиним, яка взяла участь у Конференції ООН з питань фінансування розвитку (м. Монтеррей).
За даними Держмитслужби України, обсяг торгівлі становив:
- 1999 рік — 26,612 млн дол. США (експорт з України 24,346 млн дол. США, імпорт — 2,266 млн дол. США).
- 2000 рік — 55,936 млн дол. США (експорт — 50,551, імпорт — 2,385).
- 2001 рік — 68,587 млн дол. США (експорт — 66,576 млн дол. США, імпорт — 2,011 млн дол. США).

У товарній номенклатурі українського експорту домінують металопрокат, труби, вироби з чорних металів, феросплави, авіаційні двигуни, трансформатори, електро- та радіолокаційна апаратура, добрива; імпорту — тютюнова сировина, перець, фарбувальна сировина. Слід зазначити, що введення з вересня 2001 р. урядом Мексики підвищеної ставки мита на імпортовану металопродукцію з ряду країн, у тому числі, походженням з України, може негативно вплинути на розвиток двосторонньої торгівлі.
Україна і Мексика співпрацюють у науковій сфері. З 1990 року Національний технічний університет України «Київський політехнічний інститут» підтримує зв'язки з Національним політехнічним інститутом м. Мехіко, а з 1993 року Харківський авіаційний інститут ім. Жуковського — з Інженерним інститутом Національного автономного університету м. Мехіко.

### Українці в Мексиці
Інформаційна довідка про українську громаду в Мексиканських Сполучених Штатах:

### Кількісні показники етнічних українців
У Мексиці українська громада складається з науковців, викладачів, музикантів, артистів цирку та художників, які виїхали з України після 1991 року і, переважно, працюють у країні перебування за контрактами. Існує також невелика група українських жінок, які вийшли заміж за громадян Мексики.
На консульському обліку зареєстровано 230 осіб.

### Місця компактного проживання
М. Мехіко, м. Пуебла, м. Куернавака, м. Толука

### Основні громадські організації
Громадянське об'єднання українців Мексики «Дніпро» на сьогодні активно працює, хоча й перебуває у процесі юридичної реєстрації.

### Забезпечення освітніх прав
Українські школи в Мексиці відсутні.

### ЗМІ української громади
Українська громада Мексики не має власних ЗМІ.

### Правові засади у галузі захисту прав нацменшин Мексики
- Політична Конституція Мексиканських Сполучених Штатів;
- Закон «Про федеральне державне управління»;
- Закон «Про громадянство»;
- Звіт доповідачів ООН з прав мігрантів та Міжамериканської комісії із захисту прав всіх трудящих-мігрантів та членів їх родин;
- Консультативні рішення Міжамериканського суду з прав людини;
- Декларація Спеціальної конференції ОАД з питань безпеки;
- Міжамериканська програма ОАД з питань захисту прав мігрантів;
- Картахенська декларація;
- Міжнародний пакт про громадянські і політичні права.